# Манастирце
Манастирце (алб. Manastircë) је насељено место у општини Урошевац, на Косову и Метохији. Према попису становништва из 2011. у насељу је живело 1.346 становника.

## Становништво
Према попису из 2011. године, Манастирце има следећи етнички састав становништва:
| Националност | 2011.          |
| Албанци      | 1.345 (99,92%) |
| непознато    | 1 (0,08%)      |
| Укупно       | 1.346          |

| Демографија | Демографија | Демографија |
| Година      | Становника  | Становника  |
| ----------- | ----------- | ----------- |
| 1948.       | 252         |             |
| 1953.       | 291         |             |
| 1961.       | 364         |             |
| 1971.       | 583         |             |
| 1981.       | 779         |             |
| 1991.       | 978         |             |
| 2011.       | 1.346       |             |